# آسیب‌های والیبال

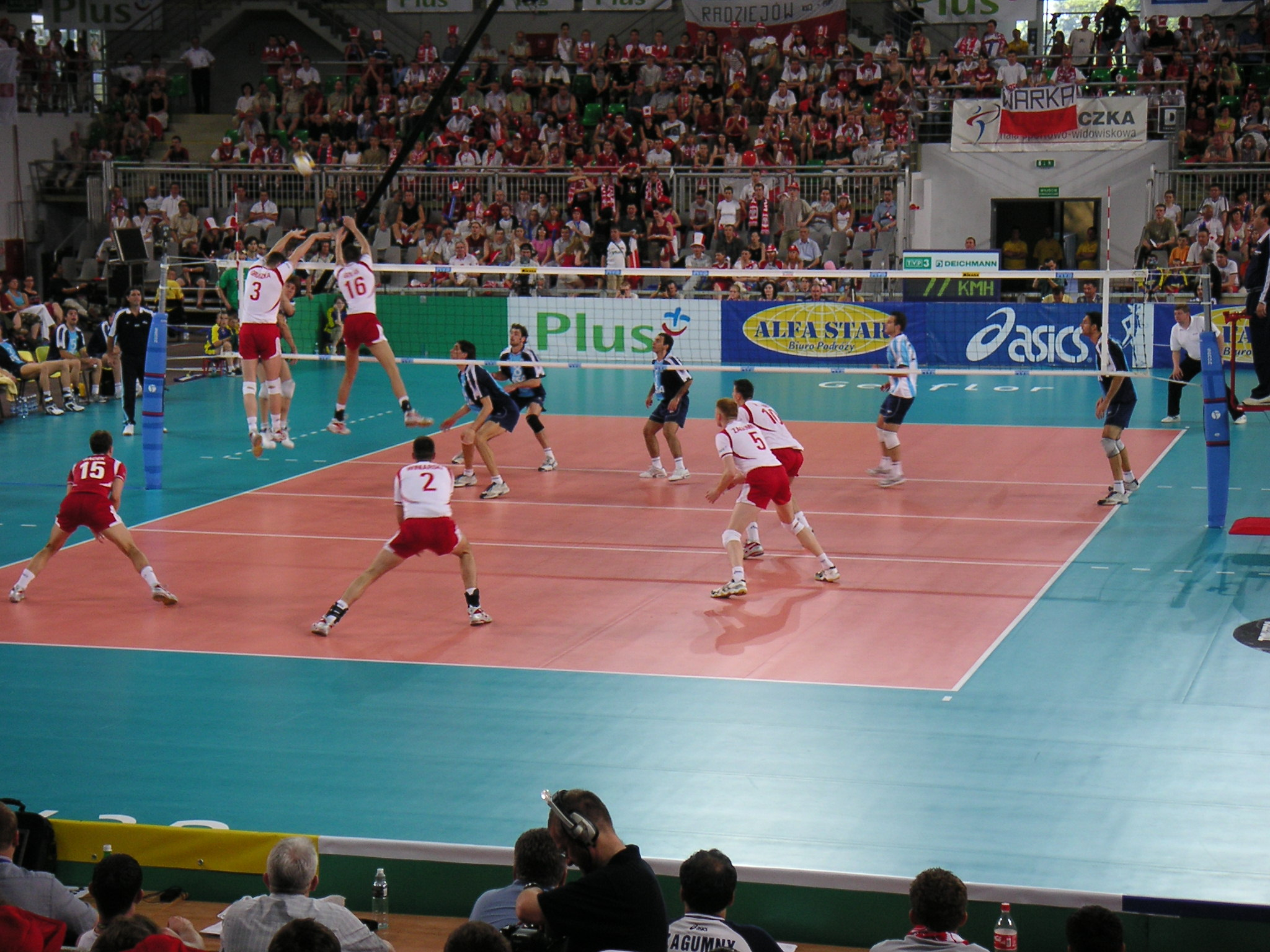
تصویری از مسابقهٔ والیبال بین لهستان و آرژانتین

والیبال، ورزشی است که در آن بازیکنان در دو سوی زمین در قالب تیم‌های شش نفره در مقابل یکدیگر قرار می‌گیرند و تلاش می‌کنند تا با استفاده از ضربهٔ دست در بالای تور، توپ را به زمین تیم مقابل منتقل نمایند. بیش از ۸۰۰ میلیون نفر در سراسر جهان والیبال بازی می‌کنند و یکی از محبوب‌ترین ورزش‌ها در جهان به‌شمار می‌آید.والیبال، ورزشی است که با ریسک همراه است، زیرا در آن آسیب دیدگی بازیکنان بسیار معمول است؛ مواردی از قبیل آسیب دیدگی‌های قوزک پا، شانه (بدن)، قدم (پا) و زانو.

## پیچ‌خوردگی مچ‌پا

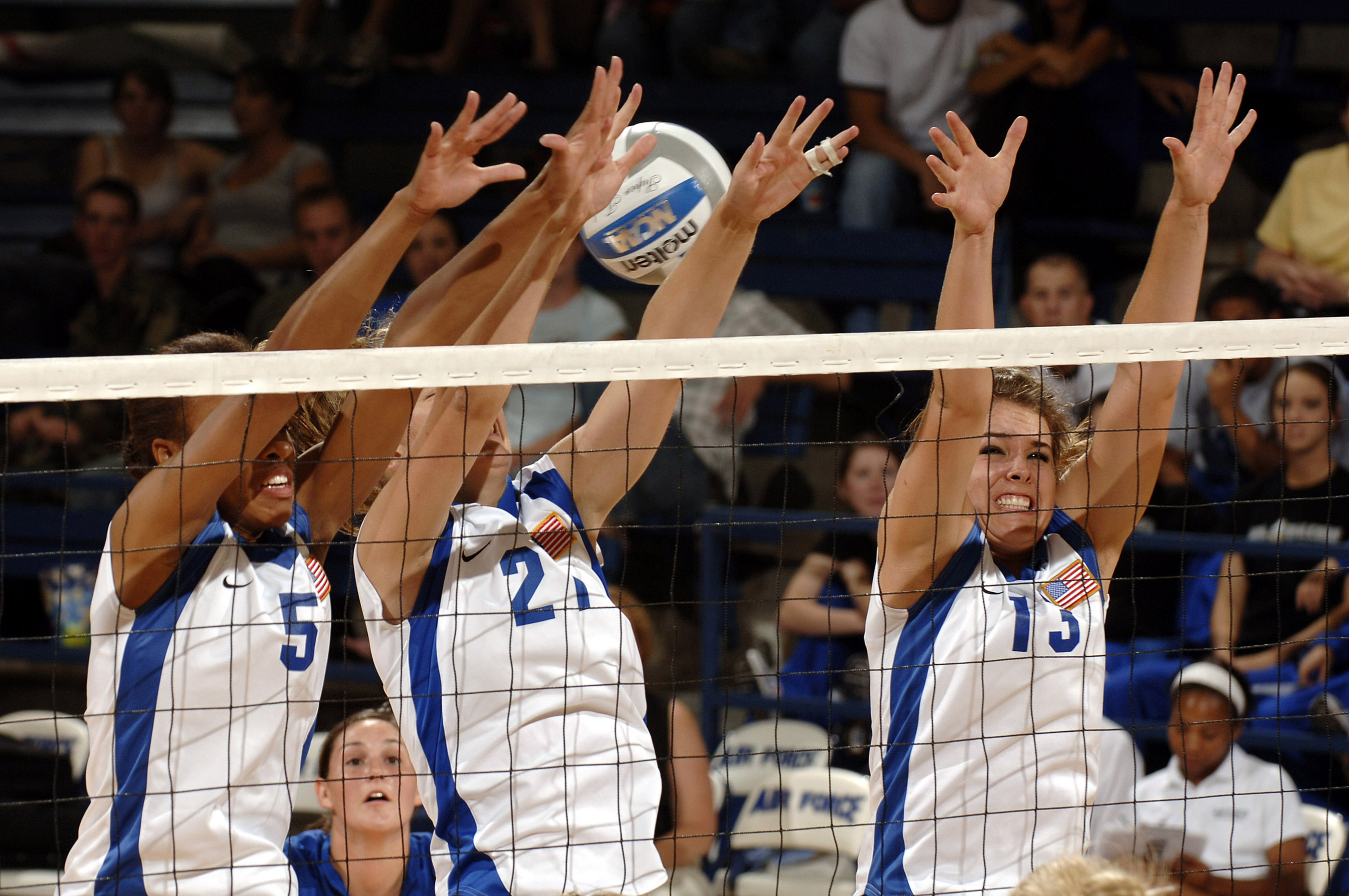
حضور سه مدافع روی تور برای دفاع کردن توپ، ریسک فرود آمدن روی پای یکدیگر و پیچ‌خوردگی مچ‌پا را افزایش می‌دهد.

پیچ‌خوردگی شدید مچ‌پا، زمانی در والیبال رخ می‌دهد که بازیکن روی تور برای دفاع یا آبشار زدن پرکش کرده‌است. این حادثه بدین دلیل رخ می‌دهد که دفاع یا آبشار زدن با پرش و احتمال فرود نامناسب روی پاها همراه است. تقریباً ۵۰ درصد تمامی پیچ‌خوردگی مچ‌پا در والیبال در زمان فرود پس از دفاع روی تور، و ۲۵ درصد آن‌ها به سبب فرود آمدن مدافع روی پای دیگر هم تیمی‌ها خود پس از دفاع چند نفره روی تور رخ می‌دهد.
این آسیب دیدگی در شرایطی محتمل است که توپ به میزان زیادی به تور نزدیک است. زمانی که توپ به میزان زیادی به تور نزدیک باشد، بازیکن در حال حمله برای آبشار زدن، در فاصلهٔ نزدیک تری از تور پرش می‌کند و این امر احتمال روی خط وسط زمین را افزایش می‌دهد. در این شرایط هم مهاجمان و مدافعان به میزان بالایی با خطر پیچ‌خوردگی مچ‌پا مواجه می‌شوند. روش‌های بسیار ساده‌ای برای پیشگیری از پیچ‌خوردگی مچ‌پا وجود دارد که عبارتند از: تغییر دادن قوانین، آموزش‌های فنی، و بستن نوار یا باند به قوزک پا.

## آسیب‌های شانه

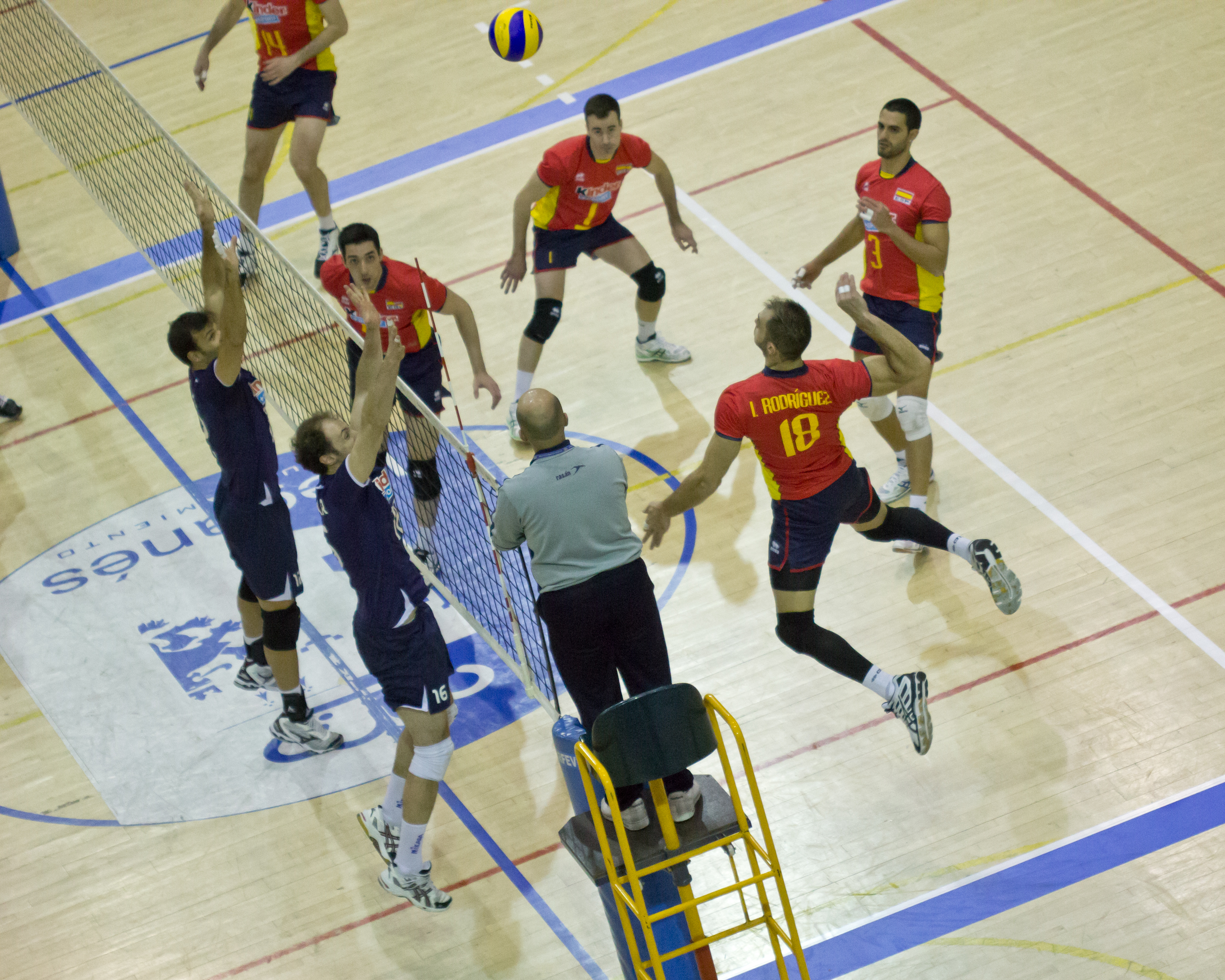
آبشار زدن در والیبال به سبب تحت فشار قرار دادن شانه، می‌تواند به آسیب دیدگی شانه منجر می‌شود.

آسیب دیدگی شانه در والیبال بسیار متداول است و همچنان تلاش‌ها برای دستیابی به روش‌های پیشگیری از آن موفقیت‌آمیز نبوده‌است. آمار بالای آسیب دیدگی شانه در بازیکنان والیبال به سبب فشار دائمی بر روی شانه‌ها در زمان آبشار زدن است که می‌تواند به آسیب دیدگی منجر شود. این فشار، به سبب چرخش بازو در مفصل شانه با یک سرعت بالا است. با این وجود، فنون آبشار زدن متعددی اعم از سنتی و دیگر روش‌ها وجود دارد که شانه‌ها را خطرناک گوناگونی مواجه می‌کند. بیان می‌شود برخی از روش‌های آبشار زدن، همراه با اینکه امکان پیشگیری از بسیاری از آسیب‌های شانه را افزایش می‌دهند، باعث عملکرد بهتر بازیکن نیز می‌شوند.

## زانوی پرندگان
زانوی پرندگان یک اصطلاح آسیب دیدگی است که در حوزهٔ والیبال کاربرد دارد و بیانگر مکانیزمی از آسیب دیدگی به نام پاتلا تندینوپاتی، پاتلا تندینوسیس، یا پاتلا تندونیتیس است. زانوی پرندگان به عنوان یک سندروم درد تاندون، تندرنس موضعی و ورم تعریف می‌شود که عملکرد ورزشکاران را مختل می‌نماید. در آسیب دیدگی ابتدایی زانوی پرندگان، تاندون‌های زانو معمولاً متورم می‌شوند. اگر زانوی پرندگان به یک آسیب دیدگی مزمن منجر شود، تاندون‌های با آسیب دیدگی شدید مواجه می‌شوند و در برخی موارد با هیچگونه تورمی نیز همراه نیستند. امکان چنین آسیب دیدگی، با بالا رفتن سن، افزایش می‌یابد. در سبب‌شناسی و آسیب‌شناسی درمان‌های متنوعی برای زانوی پرنده ارائه نشده‌است و عمدتاً مبتنی بر آزمون و خطا هستند.

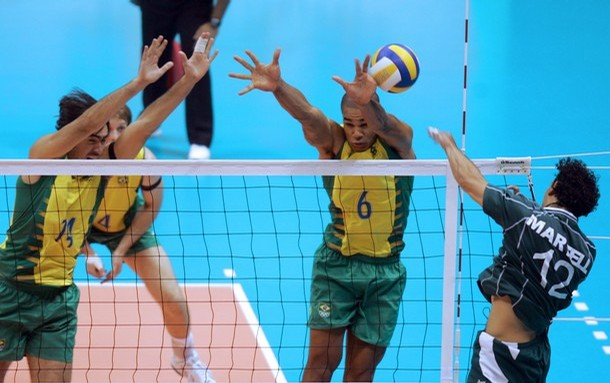
دفاع و آبشار، با پرش همراه است و در این مواقع احتمال آسیب دیدگی زانوی پرندگان وجود دارد.

بیان می‌شود زانوی پرندگان به دنبال رفتارهای مکرر که با شتاب و سرعت زیاد همراه هستند و نیز فعالیت‌های برون‌مرکزی و پریدن سریع به وجود می‌آید. همچنین، دفاع کردن نیز ممکن است به زانوی پرنده منجر شود، زیرا با پرش و فرود سریع همراه است. با این وجود، آسیب دیدگی زانوی پرنده در والیبال ساحلی نسبت به والیبال داخل سالن کمتر معمول است. این امر به دلیل بازی بر روی ماسه است که می‌تواند نیروی وارد شده به زانو در زمان فرود را کاهش دهد.